# 特温瓦利
特温瓦利（Twin Valley），美国明尼苏达州诺曼县城市，位于该县东部。总人口821（2010年美国人口普查）。